# I baroni
I baroni è un film del 1975 diretto da Giampaolo Lomi.